# Oprah Winfrey

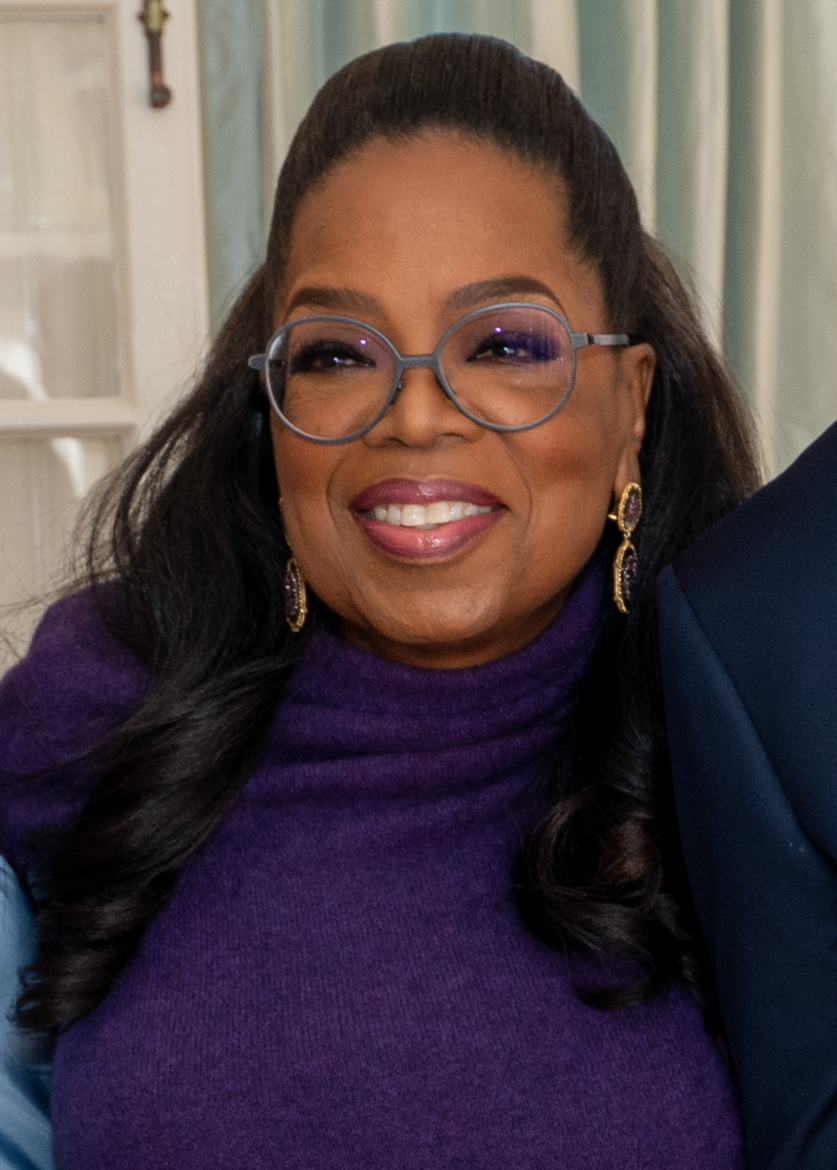
Oprah Winfrey (2023)

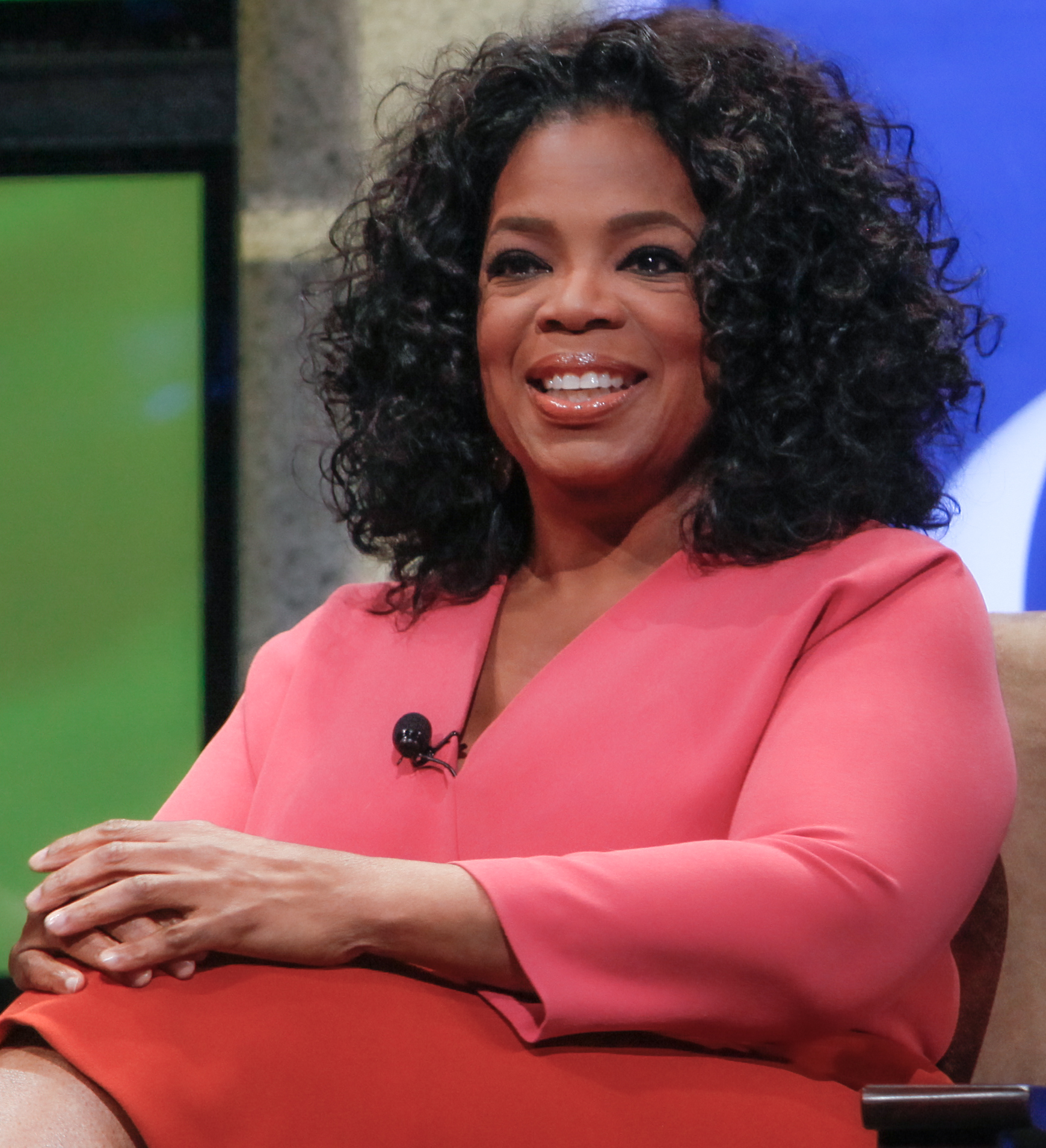
Oprah Winfrey (2011)

Oprah Winfrey (* 29. Januar 1954 als Orpah Gail Winfrey in Kosciusko, Mississippi) ist eine US-amerikanische Talkshow-Moderatorin, Schauspielerin und Unternehmerin. Sie ist bekannt für The Oprah Winfrey Show, deren Moderation sie 1984 übernahm. Die wöchentlich ausgestrahlte Sendung war bis zu ihrer Einstellung im Jahr 2011 die bei weitem erfolgreichste Talkshow des amerikanischen Fernsehens und hatte 2006 rund 21 Millionen Zuschauer in 105 Ländern.
Winfrey ist Eigentümerin des Produktionsunternehmens Harpo Productions, das ihre Show und viele andere erfolgreiche TV-Formate produziert. Ihr Vermögen wird auf 2,8 Milliarden US-Dollar geschätzt. Sie ist die erste Schwarze, die Milliardärin wurde. Durch ihren starken Einfluss in den Medien und ihre große Fangemeinde, vor allem in den USA, belegte sie 2010 in der Forbes-Liste The World’s Most Powerful People Platz 64.

## Leben

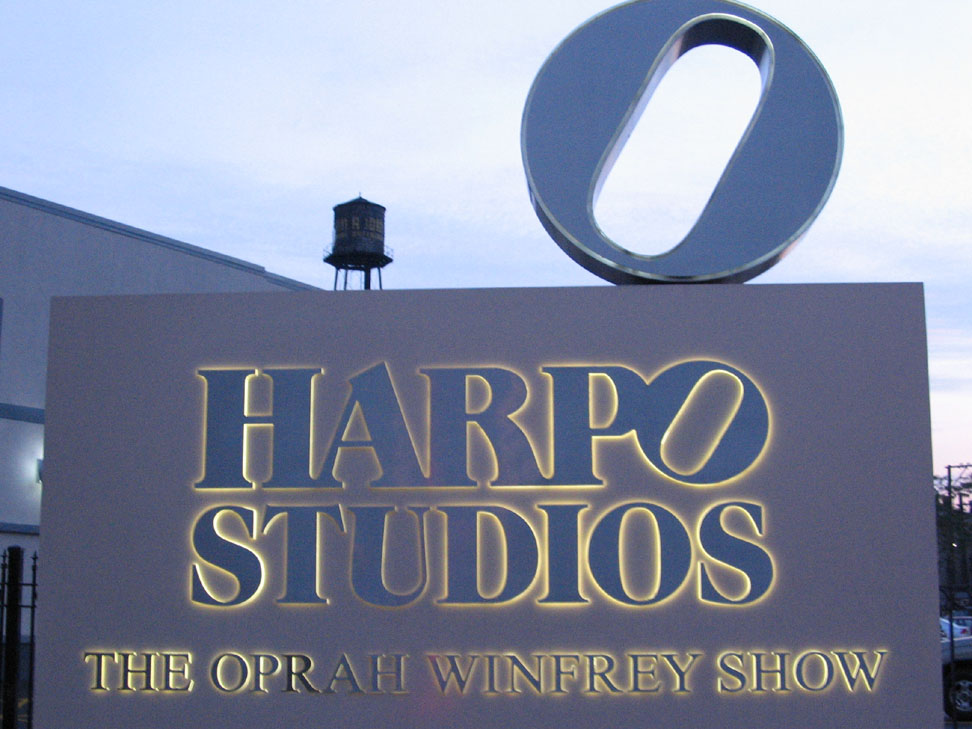
Studio der Oprah Winfrey Show mit Firmenlogo: „Harpo“ – ein Ananym des Vornamens „Oprah“

Oprah Winfrey wurde 1954 in Mississippi als uneheliche Tochter minderjähriger Eltern geboren. Ihre Geburtsurkunde gibt als Namen Orpah an, nach der biblischen Orpa. Sie selbst gab an, im Alter von neun Jahren sexuell missbraucht worden zu sein. Mit 14 Jahren wurde sie schwanger, ihr Kind starb kurz nach der Geburt. Winfrey ist seit 1986 mit dem Unternehmer Stedman Graham liiert.

### Karriere
Ihre Karriere begann Winfrey als Nachrichtenmoderatorin in Baltimore, Maryland. 1983 wechselte sie nach Chicago als Gastgeberin auf WLS-TV für die Morgentalkshow AM Chicago. Die erste Sendung wurde am 2. Januar 1984 ausgestrahlt.
Die Talk-Show wurde aufgrund ihres Erfolges in The Oprah Winfrey Show umbenannt, die auf vielen syndizierten Fernsehsendern lief und schließlich nur noch Oprah hieß. Diese besann sich auf das traditionelle Format einer Talk-Show, die Moderatorin lud Personen ein, die unter Armut litten oder Opfer unglücklicher Unfälle waren. Dadurch begann sie sich bald auch für wohltätige Zwecke einzusetzen. Sie versuchte, über unterschiedliche Aspekte des Lebens zu berichten, auch über Themen wie sexuellen Kindesmissbrauch und Drogensucht bei Erwachsenen.
In den 1990er Jahren gründete sie den Oprah’s Book Club im Fernsehen. Viele Autoren stellen ihre Bücher dort vor; Bill Clinton war aus Anlass der Veröffentlichung seiner Autobiografie dort ebenfalls zu Gast. Der Buchclub ist als Indikator für die Bestseller-Listen der USA wie auch als Kaufempfehlung bedeutsam. Dadurch hat Winfrey einen großen Einfluss auf die US-Medienlandschaft. Winfrey ist Autorin und Trägerin des „Bob Hope Humanitarian Award“, den sie bei der Emmy-Verleihung 2002 erhielt. 2008 unterstützte sie die Präsidentschaftskandidatur von Barack Obama und trat mit ihm zusammen bei Wahlkampfveranstaltungen auf. Laut des US-Wirtschaftsmagazins Forbes verdiente sie von Juni 2009 bis Juni 2010 rund 315 Millionen US-Dollar  und wurde zur „einflussreichsten Prominenten“ gewählt.
Im November 2009 kündigte Winfrey an, 2011 ihre Talkshow zu beenden. Die letzte Sendung wurde am 25. Mai 2011 ausgestrahlt. Im selben Jahr startete sie ihren eigenen Pay-TV-Sender OWN (Oprah Winfrey Network). Inhaltlich bietet der Sender Talkshows zu Themen wie Gesundheit, Psychologie und Geld sowie Kochsendungen und Reality-Shows. Die Zahl der Zuschauer liegt bei etwa 147.000. Am 1. Januar 2012 war dort auch der Start ihrer eigenen neuen Show Oprah’s Next Chapter. Am 7. März 2021 wurde ihre vielbeachtete Sendung Meghan und Harry bei Oprah – Das Interview von CBS in den Vereinigten Staaten und später von ITV im Vereinigten Königreich sowie in 67 weiteren Ländern ausgestrahlt. 

### Weitere Aktivitäten
- Neben ihrem eigenen Magazin O and O at Home (O und O zu Hause) war sie auch Mitbegründerin des Fernsehsenders Oxygen.

- Winfrey ist auch Gelegenheits-Schauspielerin, zum Beispiel in der Verfilmung von Alice Walkers Die Farbe Lila. Sie produzierte die Filmumsetzung von Toni Morrisons Menschenkind, außerdem produzierte sie den Fernsehfilm The Wedding aus dem Jahr 1998 mit Halle Berry in der Hauptrolle.

- Sie war Werbefigur für Weight Watchers; von 2015 bis 2018 war sie Großaktionärin des Unternehmens.[13]

## Rezeption
Winfrey ist in den Vereinigten Staaten auch als Philanthropin bekannt. So gründete sie beispielsweise „The Angel Network“ (Das Engelsnetzwerk), für das sie Geld für wohltätige Zwecke sammelt. Die Zeitschrift Business Week führte Winfrey 2005 mit einem geschätzten Spendenvolumen von 300 Millionen US-Dollar in der Liste der spendabelsten Philanthropen. 2004 gründete sie mit 40 Millionen US-Dollar die Oprah Winfrey Leadership Academy for Girls in Südafrika, eine Schule für benachteiligte Mädchen aus verarmten Verhältnissen. Da die Schule über Luxus-Einrichtungen wie einen Beauty-Salon verfügt, wurde Winfrey dafür kritisiert, das Geld nicht für die Aufnahme von mehr Schülerinnen in das Programm genutzt zu haben.
Winfrey war des Öfteren auch das Ziel von Kritik. So wurde ihr vorgeworfen, ihre Popularität und die Medienmacht ihrer Show zu missbrauchen. The Washington Post warf ihr einen zu unkritischen Umgang mit ihren politischen Gästen vor. Weiterhin wurde ein Auftrittsverbot für Sarah Palin während der Präsidentschaftswahlen kritisiert. 2005 geriet Winfrey in die Kritik, weil sie den Pariser Filial-Mitarbeitern des Modehauses Hermès Rassismus vorwarf, die Winfrey 15 Minuten nach Ladenschluss nicht mehr in die Filiale einließen.
Weiterhin wurde kritisiert, dass sie Bücher, die sie in ihren Buchclub-Sendungen vorstellt und die dadurch regelmäßig zu Bestsellern werden, nicht kritisch behandelt (zum Beispiel 2008 die Buchvorstellung des spirituellen Lehrers Eckhart Tolle, A New Earth: Awakening to Your Life’s Purpose). 2009 hatte Winfrey eine Präsentation von Suzanne Somers zugelassen, die vor einem Millionenpublikum unkritisch und einseitig Hormonprodukte und Krebsheilmittel vorstellte, die von Medizinern abgelehnt werden. Winfrey bot wiederholt umstrittenen Personen unhinterfragt eine Plattform, so etwa Rhonda Byrne, Impfgegnerin Jenny McCarthy und Dr. Phil und Dr. Oz.
Winfrey berichtete in der Talkshow von Larry King, als sie im Gespräch über ihren Auftritt in einem Film über einen schwarzen Butler nach erlebtem Rassismus gefragt wurde, von einer rassistisch motivierten Behandlung im Juli 2013 in Zürich („Täschligate“). Winfrey habe sich für eine hinter Glas ausgestellte, 35.000 Schweizer Franken teure Handtasche interessiert. Die Verkäuferin habe ihr nahegelegt, die Handtasche nicht zu kaufen, da diese „für sie zu teuer sei“. Die Boutique-Besitzerin und die Verkäuferin erklärten später, dass der Vorfall ein Missverständnis gewesen sei.

## Buchveröffentlichungen
- 1996 The Uncommon Wisdom of Oprah Winfrey: A Portrait in Her Own Words
- 1996 mit Bob Greene: A Journal of Daily Renewal: The Companion to Make the Connection
- 1998 mit Ken Regan: Journey to Beloved
- 1998 mit Bob Greene: Make the Connection: Ten Steps to a Better Body and a Better Life
  - "Ich hab´s geschafft": Das 10-Punkte-Trainingsprogramm für Körper und Seele, dt. von Dagmar Hartmann; Ullstein, Berlin 1998, ISBN 3-550-06965-0.
- 2000 Oprah Winfrey: The Soul and Spirit of a Superstar
- 2014 What I Know for Sure
  - Was ich vom Leben gelernt habe, dt. von Andrea Kunstmann; Fischer Taschenbuch, Frankfurt am Main 2015, ISBN 978-3-596-03334-8.
- 2016 mit B. Grace: Mr. or Ms. Just Right
- 2017 Food, Health and Happiness
- 2017 The Wisdom of Sundays: Life-Changing Insights from Super Soul Conversations
- 2017 The Wisdom Journal: The Companion to The Wisdom of Sundays
- 2019 The Path Made Clear: Discovering Your Life's Direction and Purpose
- 2021 mit Bruce D. Perry: What Happened to You?: Conversations on Trauma, Resilience, and Healing
  - Was ist dein Schmerz? Gespräche über Trauma, seelische Verletzungen und Heilung, dt. von Ursula Pesch; Arkana, München 2022, ISBN 978-3-442-34298-3.
- 2023 mit Arthur C. Brooks: Build the Life You Want: The Art and Science of Getting Happier
  - Die Kunst und Wissenschaft des Glücklichseins: Leben Sie das Leben, das Sie sich wünschen, dt. von Alfons Winkelmann; FBV, München 2023, ISBN 978-3-95972-760-0.

## Filmografie
- 1985: Die Farbe Lila (The Color Purple)
- 1987: Schmeiß’ die Mama aus dem Zug! (Throw Momma from the Train)
- 1992: Der Prinz von Bel-Air (The Fresh Prince of Bel-Air, Fernsehserie, eine Folge)
- 1997: Ellen (Fernsehserie, Folge Das Outing)
- 1997: Wie ein Vogel ohne Flügel (Before Women Had Wings, Fernsehfilm)
- 1998: Menschenkind (Beloved)
- 2007: Ocean’s 13 (Ocean’s Thirteen)
- 2009: Küss den Frosch (The Princess and the Frog, Stimme)
- 2013: Der Butler (The Butler)
- 2014: Madame Mallory und der Duft von Curry (The Hundred-Foot Journey, Produktion)
- 2014: Selma
- 2016:–2017 Greenleaf (Fernsehserie, 11 Folgen)
- 2018: Das Zeiträtsel (A Wrinkle in Time)
- 2023: Die Farbe Lila (The Color Purple, Produktion)
- 2024: The Six Triple Eight

## Auszeichnungen
- 1986: Nominierung für den Oscar als Beste Nebendarstellerin für ihre Rolle der Sofia in Die Farbe Lila
- 1986: Nominierung für den Golden Globe, als Beste Nebendarstellerin – Die Farbe Lila (The Color Purple)
- 2000: Spingarn Medal
- 2004: Women’s World Award – World Entertainment Award
- 2007: Humanitarian Award der Stiftung Elie Wiesel
- 2008: Auf Antrag von Kindern erhielt sie die internationale Auszeichnung als Kavalier des Ordens des Lächelns
- 2010: Anisfield-Wolf Book Award für ihr Lebenswerk
- 2012: Jean Hersholt Humanitarian Award
- 2013: Presidential Medal of Freedom
- 2018: Cecil B. deMille Award der Hollywood Foreign Press Association (HFPA)
- 2021: Mitglied der American Academy of Arts and Sciences